# Lake Wairarapa
Lake Wairarapa ist ein See im Süden der Nordinsel Neuseelands im gleichnamigen Gebiet Wairarapa.
Er befindet sich im South Wairarapa District innerhalb der Region Wellington etwa 50 Kilometer östlich von Wellington. Mit einer Fläche von 78 km² ist er der drittgrößte See auf der Nordinsel. Die nächstgelegene Stadt ist Featherston etwa 5 Kilometer nördlich.
Der See wird durch mehrere Flüsse gespeist. Der wichtigste Zufluss war der Ruamahanga River, der zugleich auch den bedeutendsten Abfluss darstellt. Er wurde jedoch um den See herumgeleitet und fließt heute östlich des Sees. Nur etwa 10 Kilometer südlich des Sees mündet der Fluss an der Palliser Bay in die Cookstraße. Das Einzugsgebiet ist groß und umfasst auch Teile der Remutaka Range und der Tararua Range.
Die Umgebung des Sees ist sumpfig und bildet einen Naturraum, der seltene Wasservögel und Fische umfasst. Die Māori nutzten dieses Gebiet seit langer Zeit, um hier leicht Nahrung zu finden.